# Entephria paradoxa
Entephria paradoxa är en fjärilsart som beskrevs av Lange 1921. Entephria paradoxa ingår i släktet Entephria och familjen mätare. Inga underarter finns listade i Catalogue of Life.